# Limnophora separanda
Limnophora separanda är en tvåvingeart som beskrevs av Zielke 1970. Limnophora separanda ingår i släktet Limnophora och familjen husflugor. Inga underarter finns listade i Catalogue of Life.